# Hans Schätzke
Hans-Georg Schätzke (* 18. September 1938 in Berlin) ist ein deutscher Jazzmusiker (Kontrabass, Arrangement), der auch als Musikredakteur tätig war.

## Wirken
Schätzke lernte das Instrument zunächst als Autodidakt; zwischen 1960 und 1964 war er bei den Jazz Optimisten Berlin aktiv, für die er auch arrangierte. 1966 spielte er (mit Ernst-Ludwig Petrowsky und Rainer Riedel) beim letzten Konzert von Joachim Kühn in der DDR. Dann war er Mitglied diverser Gruppen von Günther Fischer und wurde zwischen 1966 und 1970 an der Musikschule Friedrichshain zum Profimusiker ausgebildet. Von 1964 bis 1979 gehörte er zu den Dixieland All Stars Berlin. Er trat auch mit den Jenaer Oldtimers auf. 1973 und 1974 spielte er zudem bei Hubert Katzenbeier. Später war er beim Sender Stimme der DDR Musikredakteur. In den letzten Jahren gehörte er zum Quartett von Coco Schumann.
Er komponierte Stücke wie den „Jamboree Blues“, „Neuer Abschiedblues“ oder „Tuba Time.“ Auf Schallplatten ist er auch mit Volkmar Schmidt, Friedhelm Schönfeld, den Jenaer Oldtimers, Wolf Biermann und der Konzertdokumentation Sol Sajn: Jiddische Musik in Deutschland und ihre Einflüsse (1953-2009) zu hören.

## Lexikalische Einträge
- Jürgen Wölfer: Jazz in Deutschland. Das Lexikon. Alle Musiker und Plattenfirmen von 1920 bis heute. Hannibal, Höfen 2008, ISBN 978-3-85445-274-4.